# Koszmosz–613
A Koszmosz–613 (oroszul: Космос–613) a szovjet Szojuz 7K–T űrhajó személyzet nélküli kísérleti repülése volt, melynél az űrhajónak hosszú távú repülés során való viselkedését vizsgálták.

## Küldetés
Gyakorolták az automatikus irányítást, az újszerű manőverező képességet (stabilitás, helyzetmeghatározás, pályaváltoztatás). Automatikus vezérlési módon gazdasági, csillagászati, meteorológiai, földkutatási, halászati és biológiai megfigyeléseket végeztek.

## Jellemzői
A Központi tervező iroda CKBEM <= Центральное конструкторское бюро экспериментального машиностроения (ЦКБЕМ)> (OKB-1 <= ОКБ-1>, most OAO RKK Energiya im. SP Korolev <= ОАО РКК Энергия им. С. П. Королёва>) tervezte. Az űrhajót kis átalakítással emberes programra, teherszállításra és mentésre (leszállásra) tervezték.
1973. november 30-án a Bajkonuri űrrepülőtér indítóállomásról  Szojuz hordozórakétával (11A511) juttatták Föld körüli, közeli pályára. Az orbitális egység pályája 89,1 perces, 51,6 fokos hajlásszögű, az elliptikus pálya perigeuma 188 kilométer, apogeuma 273 kilométer volt. Hasznos tömege 6570 kilogramm. Összesen 60 napot és 13 percet töltött a világűrben.
1974. január 29-én földi parancsra belépett a légkörbe és hagyományos módon – ejtőernyős leereszkedés – visszatért a Földre.
Kialakították (fel- és leszálláskor) a szkafanderek önálló funkcióit, függetlenítve a parancsnoki egységtől. A szkafander a világűrben tárolóhelyen van rögzítve. Visszaszerelték a napelem-szárnyakat, ami a megnövelt teljesítményű akkumulátorokkal együtt szolgáltatták az energiát. Az űrhajó napelemek nélkül, kémiai akkumulátorokkal 14 napos program végrehajtására volt alkalmas. A kísérleti repülés bizonyította, hogy az átalakított űrhajó, a szükséges modulok fel- illetve leszerelésével többnapos programokhoz is képes biztosítani a feltételeket.